# 一斗泉乡
一斗泉乡，是中华人民共和国山西省大同市广灵县下辖的一个乡镇级行政单位。

## 行政区划
一斗泉乡下辖以下地区：
一斗泉村、南岳庄村、北岳庄村、桃子村、后山窑村、头咀村、六咀村、七咀村、刘家湾村、荆家窑村、武家庄村、裴家洼村、榆林村、黑洼村、板塔寺村、桥涧村、黑鱼洞村和黑土坪村。